# Шаранський Борис Мойсейович
Щаранський (Шаранський) Борис Мойсейович — радянський сценарист, редактор, журналіст, військовий кореспондент. 

## Біографічні відомості
Випускник Одеського кінотехнікуму. У 1926—1930 роках працював сценаристом на кіностудії ВУФКУ (Одеса).
Після кінематографічної діяльності працював редактором, роз'їзним кореспондентом радіо, літпрацівником редакції газети Одеського військового округу.
Учасник Німецько-радянської війни.
Після Німецько-радянської війни співробітничав у донецькій газеті «Соціалістичний Донбас».

### Родина
- Син: Леонід Борисович Щаранський (нар. 1946) — інженер.
- Син: Натан Щаранський (Анатолій Щаранський, нар. 1948) — радянський інженер-математик, перекладач та правозахисник, дисидент, активіст єврейського руху в Радянському Союзі. Після репатріації в Ізраїль (1986) — державний та громадський діяч, депутат Кнесета, міністр, письменник.

## Фільмографія
Автор сценаріїв українських фільмів:
- «Сумка дипкур'єра» (1927, разом з М. Зацем, доробка О. Довженка)
- «За монастирською брамою» (1927, брав участь у редагуванні тексту О. Усатюка)
- «Земля кличе» (1928, у співавт. з М. Зацем)
- «Хлопчик з табору» (1929)